# پلیموث ساوی

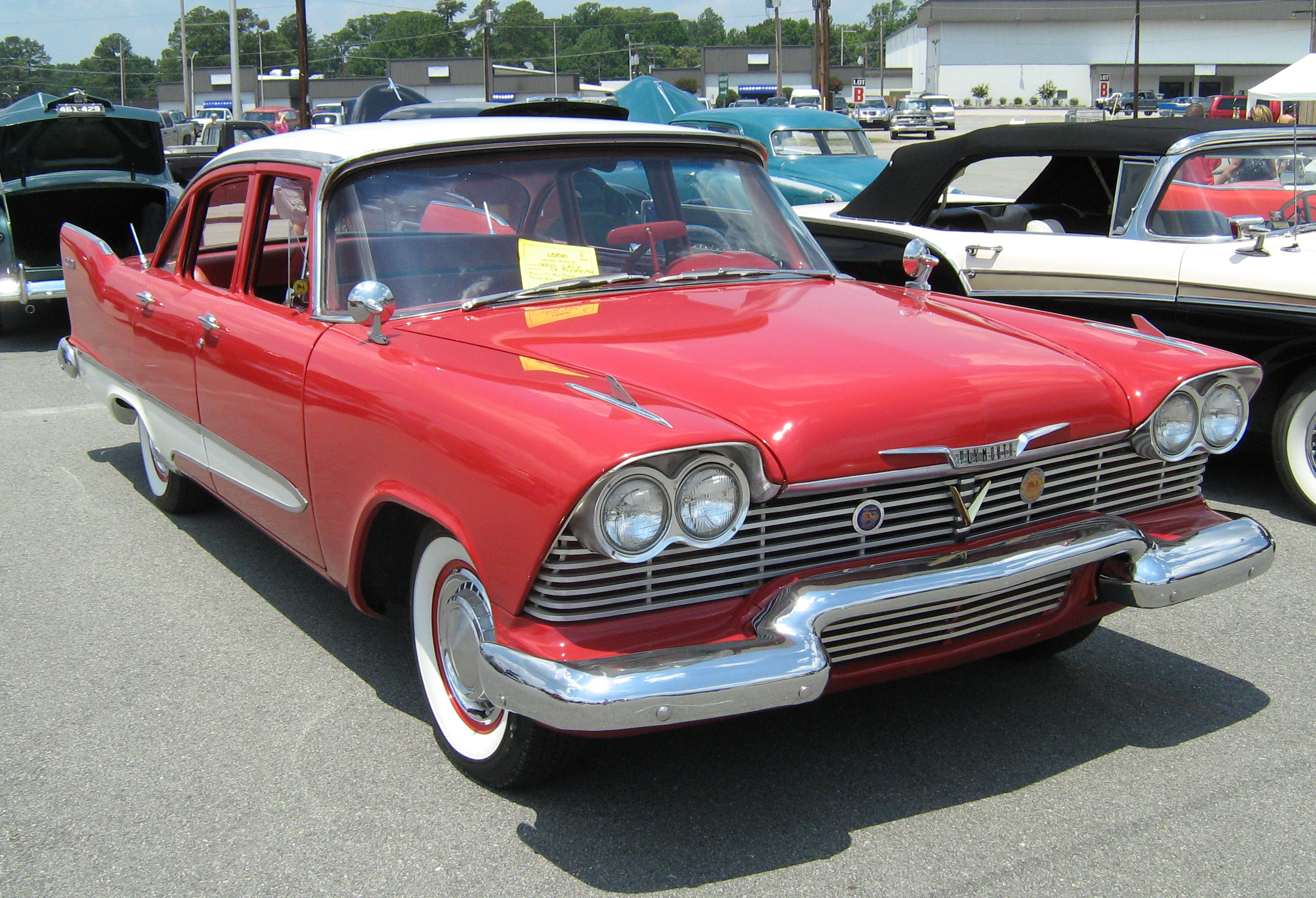

پلیموث ساوی (به انگلیسی: Plymouth Savoy) خودرویی است که توسط شرکت پلیموث در سال‌های ۱۹۵۱ تا ۱۹۶۵ در ایالات متحده آمریکا، مکزیکو سیتی مکزیک، و ویندزور کانادا تولید شده‌است.
این خودرو در کلاس خودرو سایز بزرگ قرار گرفته، طراحی آن خودروهای موتور جلو-محور عقب بوده است.